# توده نفوذی آذرین

بخش‌های یک توده نفوذی ماگما:
1. کوژسنگ (لاکولیت)
2. آذرین‌تیغه کوچک
3. ژرف‌سنگ (باتولیت)
4. آذرین‌تیغه (دایک)
5. آذرین‌لایه (سیل)
6. تنوره آتشفشانی (پایپ)
7. کاوسنگ (لوپولیت)

توده نفوذی آذرین (انگلیسی: Igneous intrusion) که پهنه نفوذی و توده نفوذی نیز نامیده می‌شود، توده‌ای از سنگ آذرین نفوذی است که از تبلور ماگمایی پدید می‌آید که به آرامی در زیر سطح زمین سرد می‌شود. 
توده نفوذی سنگ مایعی است که در زیر سطح زمین شکل گرفته‌است. ماگما از زیر سطح زمین به آرامی از اعماق در امتداد شکاف‌ها و فضاهای خالی به بالا کشیده می‌شود و گاهی سنگ درون‌گیر موجود را از سر راه خود کنار می‌زند. این فرایند ممکن است حتی میلیون‌ها سال به طول انجامد. همزمان با سرد و جامد شدن تدریجی سنگ، قسمت‌های مختلف ماگما بلوری شده و به مواد معدنی تبدیل می‌شود. برخی رشته‌کوه‌ها مانند سیرا نوادا در کالیفرنیا عمدتاً از توده‌های نفوذی و سازندهای گرانیتی بزرگ تشکیل شده‌اند.
توده‌های نفوذی یکی از دو راه تشکیل سنگ‌های آذرین به‌شمار می‌روند، راه دیگر از طریق سنگ‌های بیرونی ناشی از فوران آتشفشانی یا رویدادهای مشابه است. به لحاظ فنی توده نفوذی تنها راه تشکیل سنگ آذرین درونی است؛ سنگ از ماگمایی که در حال سرد و جامد شدن در زیر پوسته سیاره است شکل می‌گیرد. در حالی که توده‌های بیرونی سنگ‌های بیرونی را پدیدمی‌آورند که این سنگ‌ها بر روی سطح تشکیل می‌شوند.
توده‌های نفوذی را می‌توان بر اساس اندازه و شکل توده و ارتباط آن با دیگر اشکال به انواع مختلفی تقسیم کرد:
- ژرف‌سنگ
- آذرین‌تیغه
- کوژسنگ
- کاوسنگ
- عدسی‌سنگ (فاکولیت)
- تنوره آتشفشانی
- آذرین‌لایه
- پاره‌ژرف‌سنگ
- توده نفوذی بی‌نظم (کونولیت)